# Heteroligus brevis
Heteroligus brevis är en skalbaggsart som beskrevs av Max Quedenfeldt 1888. Heteroligus brevis ingår i släktet Heteroligus och familjen Dynastidae. Inga underarter finns listade i Catalogue of Life.